# Cereijo (La Coruña)
Cereijo o Santiago de Cereijo (llamada oficialmente Santiago de Cereixo) es una parroquia española del municipio de Vimianzo, en la provincia de La Coruña, Galicia.

## Entidades de población
Entidades de población que forman parte de la parroquia:
- Esquipa (A Esquipa)
- Cures
- Puerto de Cereijo (Porto de Cereixo)
- Tufiones (Tufións)
- Vilar

## Demografía
| Gráfica de evolución demográfica de Cereijo entre 2000 y 2019 |
|                                                               |
| Datos según el nomenclátor publicado por el INE.              |